# Moricandia suffruticosa
Moricandia suffruticosa är en korsblommig växtart som först beskrevs av René Louiche Desfontaines, och fick sitt nu gällande namn av Ernest Saint-Charles Cosson och Michel Charles Durieu de Maisonneuve. Moricandia suffruticosa ingår i släktet blåsenaper, och familjen korsblommiga växter. Inga underarter finns listade i Catalogue of Life.